# 사조영웅전 (2017년)
《사조영웅전 2017》(射雕英雄傳 2017)은 2017년 방송되었던 중국의 드라마이다. 국내 OTT 서비스인 비플릭스에서 감상 가능하다. 바로가기

## 소개
- 혼돈 속 부귀공명을 쫓지 않고 대의를 위해 헌신한 영웅이었던 무림 고수들의 활약을 그린 드라마

## 등장 인물
- 양욱문 (William) - 곽정 역
- 리이퉁 - 황용 역
- 진성욱 (陳星旭) - 양강 역
- 멍쯔이 - 목염자 역
- 증려 (曾黎) - 이평 역
- 소병 (邵兵) - 곽소천 역
- 류천함 (Crystal) - 포석약 역
- 이종한 (Calvin) - 양철심 역
- 여애뢰 (Ailei Yu) - 단천덕 역
- 후동강 (侯桐江) - 초목사 역
- 뤼량웨이 - 단지흥 역
- 장해의 (張楷依) - 유영 역
- 후보 (胡博) - 점창어은 역
- 장로 (張路) - 초부 역
- 윤석 (尹碩) - 무삼통 역
- 양진산 (梁金山) - 주자류 역
- 조립신 (赵立新) - 홍칠공 역
- 먀오차오웨이 - 황약사 역
- 이의효 - 풍형 역